# Victor Willis

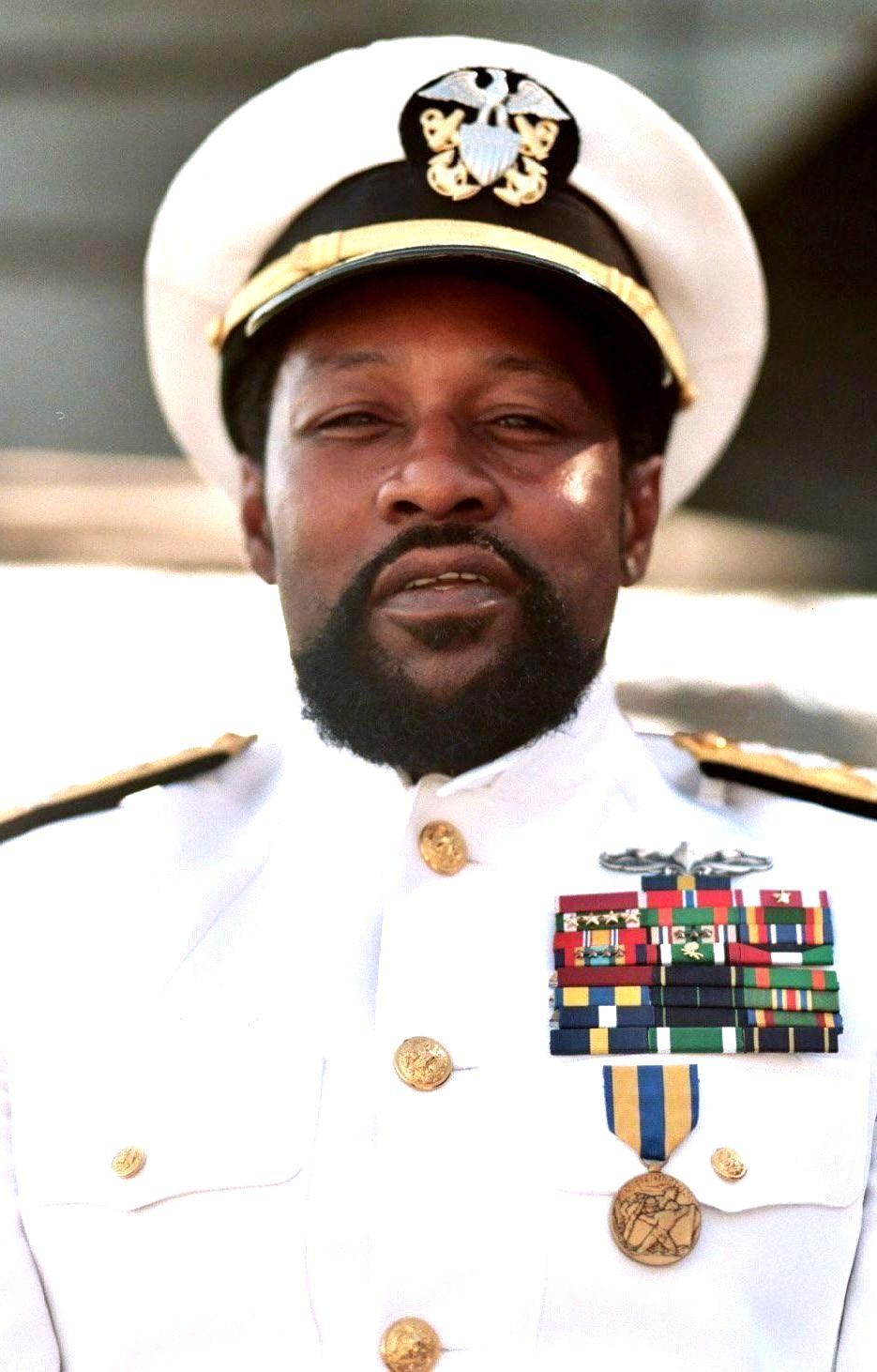
Victor Willis

Victor Edward Willis (* 1. Juli 1951 in Dallas, Texas) ist ein US-amerikanischer Sänger, Songwriter und Schauspieler. Bekannt geworden ist er als Leadsänger der Discoband Village People. Seine Rolle war dabei der „Cop“ und „Seeoffizier“.

## Leben
Als Sohn eines Baptistenpredigers entwickelte er seine stimmlichen Fähigkeiten in der Gemeinde seines Vaters. Willis kraftvolle R&B-Stimme prägte entscheidend den Sound der Village People und hatte einen hohen Erkennungswert aus der Discozeit. Nach Schauspiel- und Tanzunterricht ging er nach New York und schloss sich dort der angesehenen Theatergruppe Negro Ensemble Company an. Er trat in zahlreichen Musicals und Theaterstücken auf, insbesondere bei der 1976 uraufgeführten Broadwayproduktion The Wiz – Das zauberhafte Land und anschließend ihrer australischen Produktion.
In der Mitte der siebziger Jahre schrieb und nahm er einige Musikdemos auf und wurde vom französischen Discomusikproduzenten Jacques Morali in die Diskoszene eingeführt. Morali, der Willis als „jungen Mann mit der gewaltigen Stimme“ bezeichnete, trat an ihn heran und sagte: „Ich hatte einen Traum, dass Du Leadsänger auf meinem Album warst und es sehr, sehr erfolgreich wurde.“
Willis erklärte sich bereit, den Leadgesang und die Hintergrundstimmen bei der noch nicht bestehenden Musikkonzeptgruppe Village People zu übernehmen. Ihr erstes Album mit den Hits San Francisco (You’ve Got Me) und In Hollywood (Everybody Is a Star) wurde in der gerade entstehenden Discozeit rasch ein Riesenerfolg. Nach einem Angebot von Dirk Clark, die Musikgruppe in der amerikanischen Fernsehshow American Bandstand auftreten zu lassen, musste auf die Schnelle eine „echte“ Musikgruppe um Willis geschaffen werden, damit der Auftritt stattfinden konnte. In Musikmagazinen suchten sie nach „Macho“-Sängern mit Bart, die auch tanzen können.
Willis schrieb bald einen Hit nach dem anderen, die von Morali mitgeschrieben und vor allem produziert wurden. Village People stieg rasch in die Spitzen der Hitparaden mit den Chartbrechern wie Macho Man, Y.M.C.A., In the Navy und Go West auf.
Als die nur schlecht ausgeführten Vorbereitungen 1980 für den Musikfilm Can’t Stop the Music begannen, verließ Willis die Gruppe. Obwohl er nicht in dem Film erscheint, schrieb er die Songtexte zu zwei der Filmsongs Magic Nights und Milkshake.  Can’t Stop The Music wurde einer der größten Hollywood-Filmflops aller Zeiten.
Nach dem Weggang von Willis landeten Village People keinen weiteren Hit mehr. Beim Versuch, „den Zauber alter Zeiten wieder einzufangen“, überzeugten ihn Morali und Belolo davon, wieder in die Gruppe einzutreten und das Album Fox On The Box aufzunehmen. Das Album hatte keinen Erfolg, und so verließ Willis 1983 die Gruppe im Guten.
Wegen Drogenexzessen und den folgenden Verhaftungen erschien Willis mehrmals in den Medien. Nach seiner Gefängnisstrafe willigte er 2006 zu einem Drogenentzug in der Betty-Ford-Klinik ein.  Nach seinem abgeschlossenen Entzug 2007 äußerte er sich  erstmals nach 25 Jahren in der Presse „… der Drogenalbtraum ist aus meinem Leben verschwunden … der Nebel durch die Drogen ist vorbei, ich denke und sehe klarer als in den Jahren zuvor … Ich freue mich auf den zweiten, drogenfreien Teil meines Lebens“.
Seit seinem Abgang von den Village People hat Willis immer wieder Angebote abgelehnt, neue Aufnahmen zu machen oder einen der alten Hits mitaufzuführen. Nach 28 Jahren Abwesenheit stand er 2007 erstmals wieder auf der Bühne und begann mit Vorbereitungen zu einer internationalen Comeback-Tour für 2009. Im Juli 2008 musste er sich im San Diego Hospital Knoten auf seinen Stimmbändern entfernen lassen.
Neben den Village People war Willis auch Co-Writer für andere Künstler, wie die Ritchie Family und den mehr in Frankreich bekannten Patrick Juvet.
Willis war mit Phylicia Ayers-Allen verheiratet, die als Phylicia Rashād bekannt ist. Sie spielte von 1984 bis 1992 die Claire Huxtable in der The Cosby Show. Er schrieb ihr auch die Songtexte für ihr Album Josephine Superstar.  Am 17. November 2007 heiratete Willis ein zweites Mal. Seine Frau Karen ist Juristin und hat einen Master in Wirtschaft.